# بالتاخرس

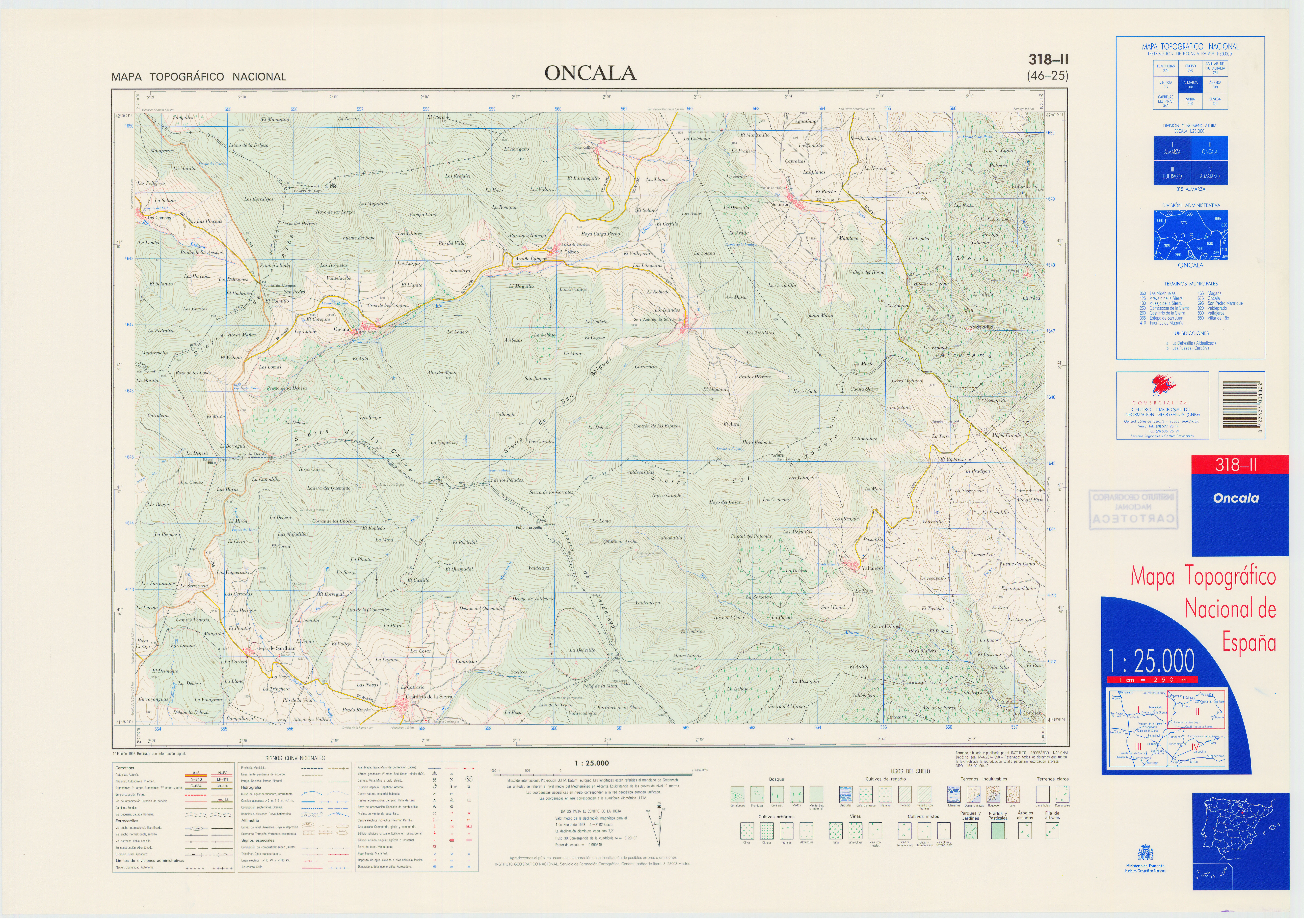
نقشه ملی توپوگرافی اسپانیا

بالتاخرس (به اسپانیایی: Valtajeros) یک شهر و همچنین یک شهرداری در استان سریا، کاستیا و لئون، اسپانیا است. از نقطه نظر سلسله مراتبی از نظر کلیسای کاتولیک، آن بخشی از قلمرو اسقف اسما، که به نوبه خود، متعلق به قلمرو مذهبی اسقف اعظم کاتولیک رومی بورگوس است، می‌باشد.

## جغرافیا
مساحت این منطقه، ۲۲٫۹۳ کیلومتر مربع است.
در اصطلاح یک شهر متروکه در تورتارانچو می‌باشد.

## تاریخچه
در قرون وسطی، بخشی از انجمن شهر و روستا ماگانیا بود، که در سرشماری فلوریدابلانکا به نظر می‌رسد در چهار بخش توزیع شده بود.

## جمعیت‌شناسی
در ۱ ژانویه ۲۰۱۰، جمعیت ۲۸ نفر، شامل ۱۶ نفر مرد و ۱۲ زن تخمین زده شد.